# Dittatore

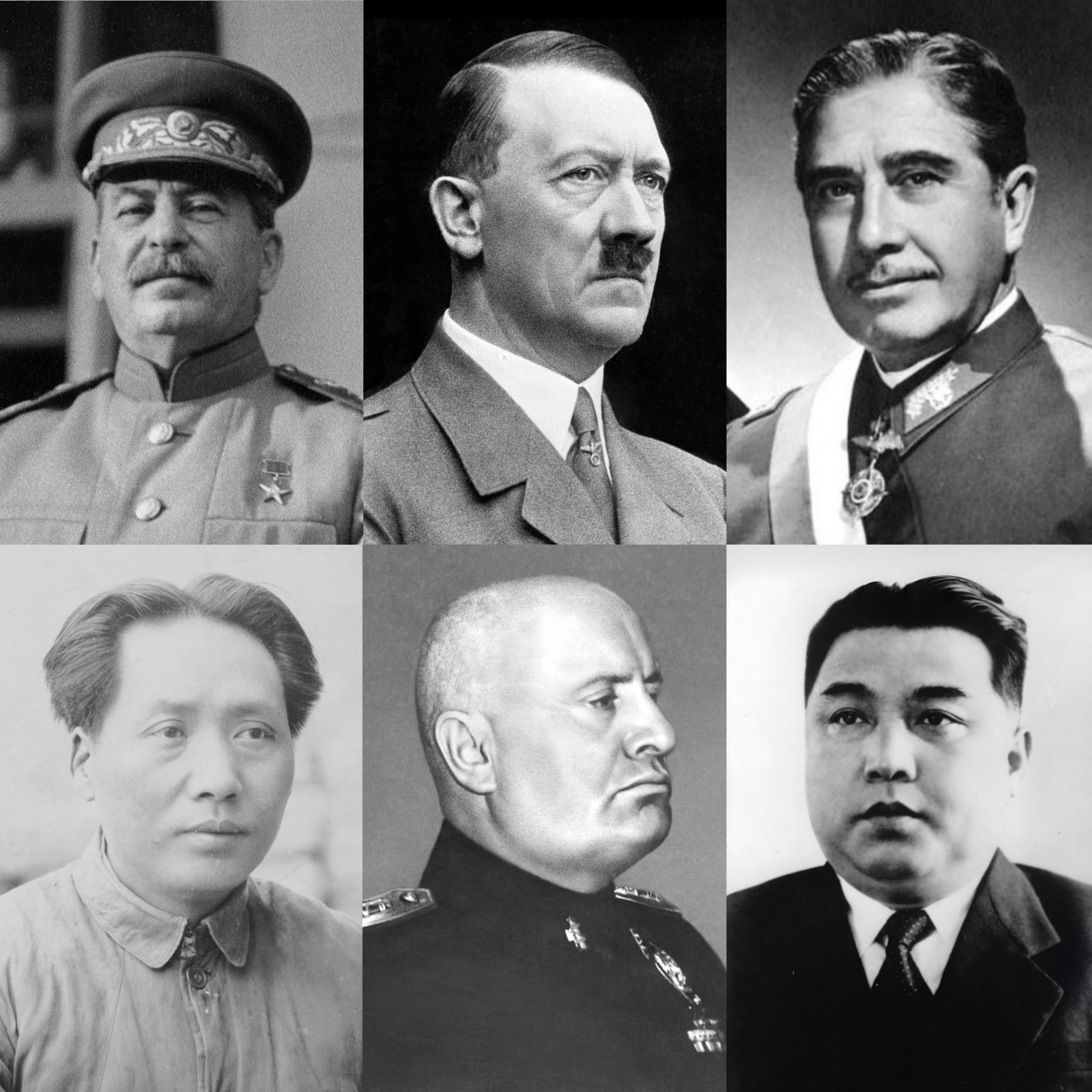
Alcuni tra i più noti dittatori della storia contemporanea: Iosif Stalin in Unione Sovietica, Adolf Hitler in Germania, Augusto Pinochet in Cile, Mao Zedong in Cina, Benito Mussolini in Italia, Kim Il-sung in Corea del Nord

Un dittatore è un leader politico che detiene il potere assoluto e lo esercita in modo dispotico, autoritario o totalitario. Una dittatura può essere uno stato governato da un singolo autocrate o da un piccolo gruppo di persone (oligarchia).
Come il termine "tiranno" (che originariamente era un titolo greco antico non dispregiativo) e in misura minore "autocrate", "dittatore" ha finito per essere utilizzato esclusivamente come termine non titolare e riferito al totalitarismo. Nell'uso contemporaneo, infatti, il termine "dittatore" è generalmente usato per descrivere un leader che detiene o abusa di una quantità immensa di potere personale. 
Le dittature hanno caratteristiche tra cui la sospensione delle elezioni e delle libertà civili; la proclamazione di uno stato di emergenza; il governare per decreti speciali e continuativi; la repressione degli oppositori politici, il mancato rispetto dello Stato di diritto e la creazione di un culto della personalità. Altre caratteristiche sono il monopartitismo (Partito Comunista Cinese in Cina) o un sistema a partito dominante (Russia Unita in Russia).
Un'ampia varietà di leader che sono saliti al potere (tramite rivoluzione o colpo di Stato) in diversi tipi di regimi sono stati descritti come dittatori. Un dittatore può perseguire politiche di sinistra o di destra o anche apolitiche.

## Etimologia
Il termine deriva dal latino dictator, titolo che un magistrato, ai tempi della Repubblica romana, poteva ottenere dal Senato romano per essere investito di pieni poteri politici e militari in tempi di emergenza (dittatore romano), per esempio Gaio Giulio Cesare,celeberrimo dittatore romano conosciuto per le sue campagne militari contro la Gallia.

## Storia

### Storia romana
Nella politica e nel diritto romano di epoca Repubblicana, un dittatore era un magistrato supremo, di solito un ex Console, nominato esclusivamente in casi eccezionali, e destinato a rimanere in carica per soli sei mesi. Il dittatore Romano era investito di un potere quasi assoluto avendo, entro ristretti ma precisissimi limiti, la capacità di agire al di sopra delle leggi e delle istituzioni. 
Il termine iniziò ad assumere il suo significato moderno negativo con l'ascesa alla dittatura a vita di Lucio Cornelio Silla. 
Giulio Cesare seguì l'esempio di Silla e nel febbraio 44 a.C. fu proclamato dictator perpetuus ed, eliminando di fatto ogni limitazione al suo potere, mantenne fino al suo assassinio il mese successivo. Dopo l'assassinio di Cesare, al suo erede Augusto fu offerto il titolo di dittatore, ma egli lo rifiutò.

### Storia contemporanea
Durante la seconda metà del XIX secolo, il termine dittatore aveva occasionali implicazioni positive. Ad esempio, durante la Rivoluzione ungherese del 1848, il leader nazionale Lajos Kossuth veniva spesso definito, sia dai suoi sostenitori che dai suoi avversari, dittatore, senza alcuna connotazione negativa, sebbene il suo titolo ufficiale fosse quello di reggente-presidente. Nel creare un esecutivo provvisorio in Sicilia durante la Spedizione dei Mille nel 1860, Giuseppe Garibaldi assunse ufficialmente il titolo di dittatore.
Tipicamente il regime dittatoriale prende controllo di tutti i media, censura o distrugge l'opposizione, sfrutta la propaganda, e crea attorno alla figura del dittatore un culto della personalità.
Alcuni dittatori scelsero dei titoli personali per essere indicati, come: Adolf Hitler che utilizzò il titolo di Führer, Benito Mussolini che utilizzò il titolo di Duce, Francisco Franco che utilizzò i titoli di Caudillo e di Generalissimo, Ion Antonescu e Nicolae Ceaușescu che utilizzarono il titolo di Conducător, altri dittatori si ricoprono di titoli onorifici volti a magnificare la propria figura, come Idi Amin Dada, che si autoconferì titoli come Eccellenza, Presidente a vita, Feldmaresciallo e Hadji.
È noto che la maggior parte dei dittatori usino tattiche che violano i diritti umani.  Alcuni dittatori sono stati associati al genocidio di determinate razze; l'esempio più notevole e di vasta portata è l'Olocausto. Successivamente nella Kampuchea Democratica, Pol Pot fece uccidere circa 1,7 milioni di persone (su una popolazione di 7 milioni) durante i suoi quattro anni di dittatura.

## Critica
Il termine dittatore cominciò dopo ad assumere una connotazione invariabilmente negativa. Nell'uso popolare, una dittatura è spesso associata a brutalità, oppressione, abuso di potere e megalomania. Nel film Il grande dittatore, Charlie Chaplin muove una grande critica non ad Hitler in sé, ma all'istituzione stessa della dittatura.
L'uso del termine dittatore nei media occidentali è stato criticato dall'organizzazione di sinistra Fairness & Accuracy in Reporting. Secondo loro, i leader che sarebbero generalmente considerati autoritari, ma sono alleati degli Stati Uniti come Paul Biya o Nursultan Nazarbaev sono raramente indicati come "dittatori", mentre i capi di paesi contrari alla politica statunitense come Nicolás Maduro o Bashar Al-Assad hanno il termine applicato loro molto più liberamente.
In contrasto con lo stereotipo decisamente malevolo di un dittatore, però, vi sarebbe il concetto di "dittatura benevola", che si riferisce a un governo in cui un dittatore eserciterebbe potere assoluto sullo Stato e non si muoverebbe per benefici personali ma ad interesse dell'intera nazione. Il termine di "dittatore benevolo" è stato attribuito a capi come Ioannis Metaxas della Grecia, Mustafa Kemal Ataturk della Turchia, Josip Broz Tito della Jugoslavia.

## Panoramica mondiale contemporanea

Il Democracy Index ("Indice della Democrazia") del 2022, redatto dall'Economist Intelligence Unit di The Economist, con l'aiuto di decine di esperti in materia. Il verde rappresenta gli Stati più democratici, il giallo i "regimi ibridi" o "regimi di transizione", il rosso gli Stati più autoritari. Molti di questi ultimi sono guidati da un uomo solo, o da un piccolo gruppo di persone, al comando.